# Huize Baank
Huize Baank is een landhuis in Warnsveld, dat onderdeel is van de gemeente Zutphen. Het is gesitueerd in het noordoosten van de gemeente en in 1826 werd gestart met de huidige bebouwing op het landgoed. Het adres is Rijksstraatweg 119.

## Historie
Halverwege de 15e eeuw wordt voor het eerst een melding gemaakt van een pand op de huidige locatie van Huize Baank. Hierbij wordt deze naam nog niet gebruikt, dat gebeurde voor het eerst in 1694 toen de toenmalige eigenaar het moest verkopen om aan zijn schuldeisers tegemoet te komen. Het huis is kort daarna nog even in handen van Willem Anne van Keppel de tweede graaf van Albemarle en de zoon van de in Zutphen geboren Arnold Joost van Keppel die de koning-stadhouder Willem III van Oranje had ondersteund tijdens de Glorious Revolution en door hem het graafschap toegekend had gekregen.
In die periode ging het nog altijd om een grote boerderij en nog niet om een landhuis. Dit veranderde in 1826, toen het huis in bezit kwam van Peter van Hamel. Hij kocht het over van zijn moeder en liet het huidige pand op de locatie bouwen. Om het pand legde hij een tuin aan in Engelse stijl. Dit is nog altijd de stijl van de huidige tuin. Ook bouwde hij een tweede, kleiner landhuis en een koetshuis. Het koetshuis en kleinere landhuis staan heden ten dage los van Huize Baank en hebben respectievelijk huisnummer 121 en 119A gekregen. Deze scheiding bestaat al sinds 1855, toen het huis doorverkocht werd aan Adriaan Jan Alexander baron van Westerholt.
De baron liet veel verbouwen aan het huis, zo plantte hij een oranjerie rechts naast het vooraanzicht van de Baank die bijna even groot was als het huis zelf. Ook liet hij het vooraanzicht van het huis aanpassen, met een grote fronton boven de voordeur. Zijn dochter Adriana Wilhelmine Alexandra Johanna was klaarblijkelijk niet gecharmeerd van deze aanpassingen en liet het overgrote deel van de oranjerie weer slopen. Ook de fronton liet ze aanpassen. Zij was degene die het huis zijn huidige uiterlijk gaf.
Net voor de Eerste Wereldoorlog verkochten Van Westerholt en haar echtgenoot het pand aan Fritz Bauduin. In de jaren 1950 namen de Rekkense Inrichtingen het pand in gebruik als kindertehuis voor de opvang van meisjes en later voor de opvang van ongehuwde moeders. In 1962 weigerde de eigenaar nog verder te verhuren en in 1968 zou het pand ontruimd worden. In 1967 werd het pand nog wel gebruikt om ongehuwde moeders met hun kind op te vangen. Enige tijd daarna werd het pand gebruikt als kantorenpand. Sinds 1976 staat het pand te boek als rijksmonument. In 2024 stond het pand opnieuw te koop.

## Stijl

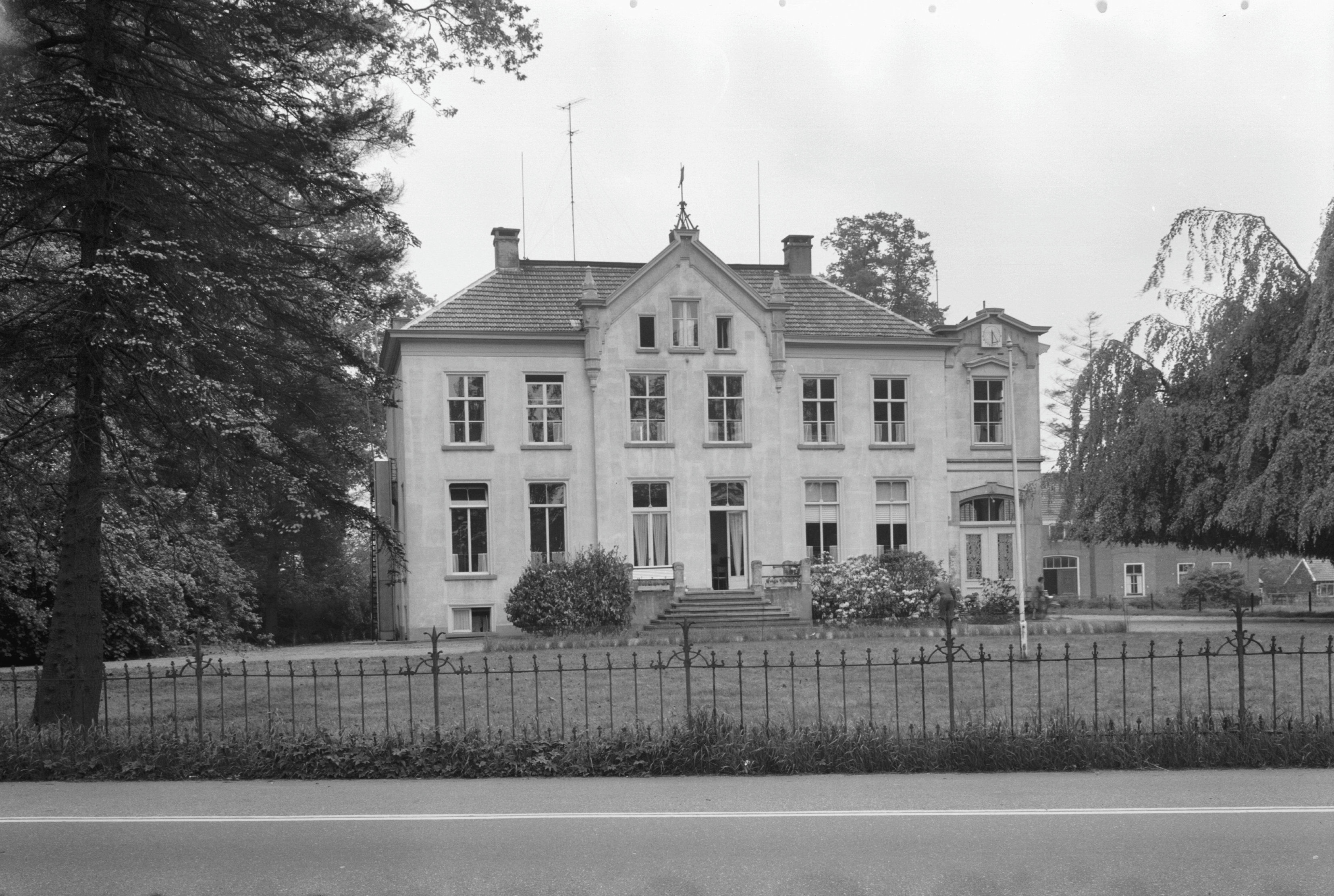
Vooraanzicht Huize Baank in 1963. Het huis deed toen nog dienst als opvanghuis voor meisjes en ongehuwde moeders

Het pand heeft een langwerpige vorm en bestaat uit vier verdiepingen; een souterrain, begane grond, eerste verdieping en een zolder. Alle verdiepingen overspannen het volledige huis, ook de zolder en het souterrain. Het souterrain heeft nog een duidelijke verbinding met de vorige personeelsfunctie; dit gedeelte van het huis bevatte vroeger en ook tegenwoordig nog de keuken en bergruimtes. Men kan zowel van binnen als van buiten het huis via een trap het souterrain betreden. De verdieping daarboven bevat de hoofdtoegang tot het huis en tevens een oostelijke zijdeur. Beide deuren hebben monumentale trappen. De eerste verdieping zou traditioneel de slaapkamers bevat hebben en ook de zolder was voldoende groot om eventueel de bedienden te laten slapen; men kon en kan hier rechtop staan. Het gehele pand is in 2021 gerestaureerd en geschilderd.

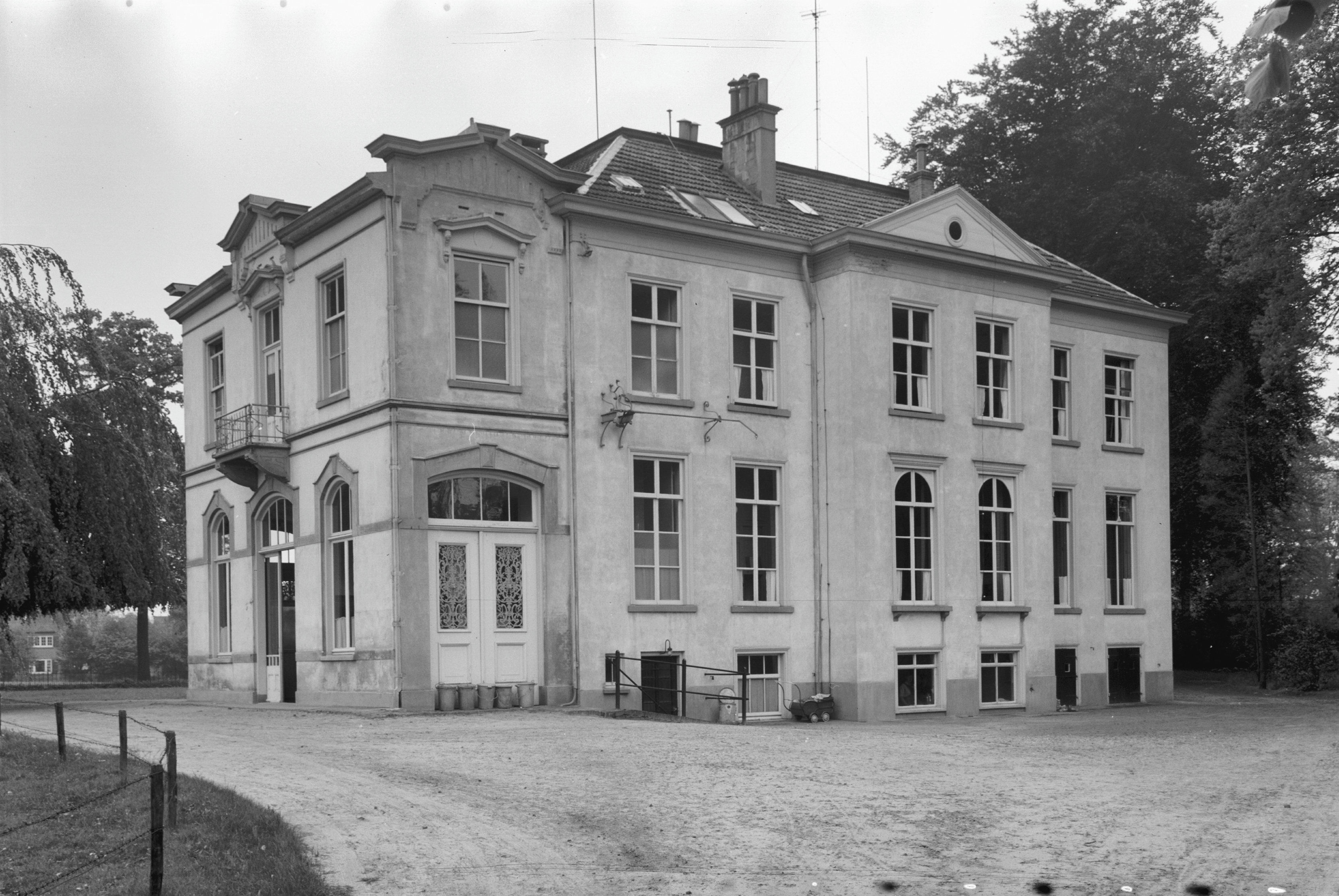
Achteraanzicht van Huize Baank in 1963

Het buitenaanzicht van het pand bestaat uit neoclassicistische stijl, hoewel er geen zuilen te bekennen zijn en is wit gepleisterd. Zowel de voorkant als achterkant hebben risalieten, naar voren springende delen, in het midden van het huis. De achterzijde heeft een houten fronton, de voorzijde een stenen fronton met aan weerszijden erkertorens geïnspireerd op de neogotiek. De ramen zijn schuiframen in empirestijl en het dak is een schilddak. De oostkant is een allegaartje van stijlen, doordat hier in het verleden de oranjerie aan verbonden was. Er wordt in deze context wel gesproken van eclectische stijl. De deur aan deze zijde springt enigszins naar binnen zodat men hier droog stond wanneer de koets werd voorgereden, wat voornamelijk aan deze zijde gebeurde.